# Cantador-ocráceo
Formigueiro-cantor-rondoniense ou cantador-ocráceo (Hypocnemis ochrogyna) é uma espécie de ave da família Thamnophilidae. É encontrado em florestas úmidas nos estados brasileiros de Mato Grosso e Rondônia, e adjacente ao nordeste da Bolívia. Até recentemente, era considerada uma subespécie do Papa-formiga-cantador, mas com base nas diferenças vocais e em menor grau nas plumagens, tem sido recomendado tratá-las como espécies separadas.
Como atualmente definido, o Cantador-ocráceo é monotípico.
O Cantador-ocráceo foi descrito pela primeira vez em 1932 pelo zoólogo John Todd Zimmer.

## Estado de conservação
Esta espécie tem um alcance muito grande e, portanto, não se aproxima dos limites para ser considerada Vulnerável sob o critério de tamanho de alcance (sua extensão de ocorrência é de cerca de 518.000 km2). A tendência da população parece estar diminuindo mas, mesmo assim, a espécie não se aproxima dos limiares para Vulnerável sob o critério de tendência da população. O tamanho da população não foi quantificado, mas não se acredita que se aproxime dos limiares para Vulnerável sob o critério de tamanho da população. Por estas razões, a espécie é avaliada como Pouco preocupante.

## População
O tamanho da população global da espécie não foi quantificado, mas a espécie é descrita como cada vez mais comum. A população é estimada em um número de 500.000 a 1.000.000 de indivíduos maduros, com base em uma avaliação das descrições de abundância e tamanho do intervalo. Isso é consistente com as estimativas de densidade populacional registradas para congêneres com um tamanho corporal semelhante e com o fato de que apenas uma proporção da extensão estimada da ocorrência provavelmente será ocupada.
A Lista Vermelha Nacional do Brasil estimou que a perda florestal no estado de Rondônia nas últimas três gerações foi entre 22 e 37%. Considerando que a espécie é sensível à fragmentação e às mudanças na floresta, suspeita-se que haja um declínio populacional de pelo menos 30% nesse período.